# اس‌تی‌بی
اس‌تی‌بی (اوکراینی: СТБ) شرکت رسانه‌ای اوکراینی است، که در سال ۱۹۹۷ تأسیس شد.